# 馬爾森
馬爾森（荷蘭語：Maarssen）是荷蘭的一個旧市镇，位於荷蘭中部，在行政區劃上屬於烏德勒支省。
2011年1月1日，马尔森与布勒克伦和卢嫩合并为新市镇“斯蒂赫策费赫特”（Stichtse Vecht）。

## 外部連結
- 维基共享资源上的相關多媒體資源：馬爾森